# Wylie (Texas)
Wylie je město v okrese Collin County (zasahuje i do okresů Rockwall County a Dallas County) ve státě Texas ve Spojených státech amerických. V roce 2020 zde žilo 57 526 obyvatel a s celkovou rozlohou 91,5 km² byla hustota zalidnění 628,9 obyvatel na km².